# Estadio Municipal de Matucana
El Estadio Municipal de Matucana está ubicado en la ciudad peruana de Matucana, provincia de Huarochirí, departamento de Lima. Tiene capacidad para 5000 espectadores y se encuentra aproximadamente a 2300 m s. n. m.. Cuenta además con un campo de césped natural con medidas reglamentarias para el desarrollo del fútbol profesional. Este estadio cuenta con tribuna de occidente y una pequeña tribuna norte El recinto es sede del club Atlético Minero, equipo que llegó aparticipar en Primera División en la temporada 2008. Ese mismo año perdió la categoría y actualmente participa en la Segunda División del Perú.
Fue construido por el alcalde Provincial Sr. Antonio León Aliaga con la valiosa ayuda del Presidente de la Cámara de Diputados Dr. Javier Ortiz de Zevallos. Fue inaugurado solemnemente el 28 de julio de 1966.
El primer partido de Primera División jugado en este estadio se dio el 30 de julio de 2008 cuando Atlético Minero y FBC Melgar disputaron el partido por la segunda fecha del Torneo Clausura de ese año, siendo el marcador favorable al cuadro local por 2-0.

### Finales de Torneos
| Fecha      | Local           | Resultado | Visitante   | Competición                 |
| ---------- | --------------- | --------- | ----------- | --------------------------- |
| 11-11-2011 | Atlético Minero | 1 - 3     | José Gálvez | Final Segunda División 2011 |